# Oralia Bringas
Oralia Bringas Cruz de García (Coatzacoalcos, México; 14 de enero de 1922-1 de abril de 2003), también conocida por su seudónimo artístico «María Fernanda», fue una escritora, poetisa, columnista y educadora de la ciudad de Coatzacoalcos. Su obra y participación ciudadana marcaron un parteaguas en el rol desempeñado por las mujeres en el ámbito de la literatura, por lo cual se construyó una biblioteca pública con su nombre en dicha ciudad.

## Biografía
Nació el 14 de enero de 1922, hija del español Alejandro Bringas y la chiapaneca María Cruz, quienes le inculcan la pasión por la literatura que la llevarían a estudiar la carrera de Filosofía y Letras de la Universidad Nacional Autónoma de México.
Se casó con Leandro García Alor, con quien tuvo cuatro hijos: Dinorah, Carlos, Mara y Rafael.

## Estilo
Oralia Bringas se caracterizó por la identidad y amor a su ciudad, que marcaron un fuerte estilo en su escritura, lo cual está plasmado en obras como Puerto México de mis reminiscencias y Sitio del viento.

## Otras actividades
Además de sus trabajos como escritora, «María Fernanda» dedicó su vida a la educación, impartiendo las materias de español, literatura universal y lógica en la escuela secundaria y de bachilleres General Miguel Alemán González, además de fundar y dirigir durante 20 años el jardín de niños Coatzacoalcos, que posteriormente llevaría su nombre. Posteriormente, su profesionalidad la llevaría a dirigir el Sector de Educación Preescolar No. 9 de la zona Coatzacoalcos.
Fue directora de la biblioteca pública municipal Quetzalcoatl, síndico del H. Ayuntamiento de Coatzacoalcos, fundadora del Club de Escritoras de Coatzacoalcos y del Club Literario Entre Amigos, que en 1977 se convirtió en el taller literario Bernal Díaz del Castillo de la Casa de Cultura. Por otro lado, fue miembro de la Junta del Mejoramiento Moral, Cívico y Material de Coatzacoalcos y presidenta de la Benemérita Cruz Roja.
Como columnista, escribió para el diario La Opinión de Minatitlán y los periódicos Diario del Istmo, Liberal del Sur, Diario Sotavento y la revista Momento.

## Obras
- Fragmento de un libro perdido en el tiempo
- El unicornio azul
- Antología poética
- Puerto México de mis reminiscencias
- Los árboles no tienen manos
- Sitio del viento